# Estadio Manahan
El Estadio Manahan es un estadio multiusos ubicado en la ciudad de Surakarta en Java Central, Indonesia construido en 1998 y que es utilizado principalmente para partidos de fútbol. Actualmente es la sede de los equipos Persis Solo y Bhayangkara FC.

## Historia
El estadio fue construido el 21 de febrero de 1998 por el entonces presidente Suharto y es el primer estadio deportivo de Indonesia en ser sede del evento deportivo de discapacitados más grande del Sureste de Asia, los Juegos Para ASEAN 2011. Con capacidad para 20000 espectadores se encuentra a solo 9 kilómetros del Adisumarmo International Airport.

## Amistosos internacionales
| Fecha     | Local     | Resultado | Visita    | Evento   |
| --------- | --------- | --------- | --------- | -------- |
| 22-8-2011 | Indonesia | 4–1       | Palestina | Amistoso |
| 14-8-2013 | Indonesia | 2–0       | Filipinas | Amistoso |
| 6-8-2016  | Indonesia | 3–0       | Malasia   | Amistoso |

## Galería

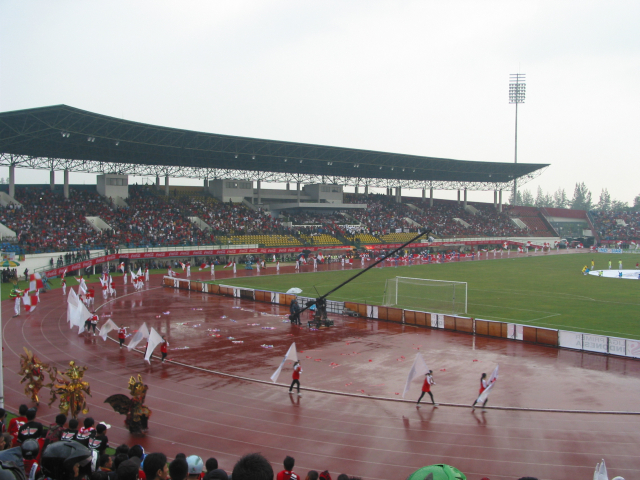
El Estadio Manahan antes de su renovación.